# Verwaltungsgemeinschaft Künzelsau

Verwaltungsgemeinschaft Künzelsau im Hohenlohekreis in Baden-Württemberg

In der vereinbarten Verwaltungsgemeinschaft Künzelsau im baden-württembergischen Hohenlohekreis haben sich zwei Städte zur Erledigung ihrer Verwaltungsgeschäfte zusammengeschlossen. Der Sitz der vereinbarten Verwaltungsgemeinschaft liegt in Künzelsau (erfüllende Gemeinde).

## Mitgliedsgemeinden
Mitglieder dieser durch eine öffentlich-rechtliche Vereinbarung entstandenen Verwaltungsgemeinschaft sind:
- Stadt Ingelfingen, 5469 Einwohner, 46,48 km²
- Stadt Künzelsau, 16.282 Einwohner, 75,17 km²

## Struktur und Aufgaben
Ein gemeinsamer Ausschuss aus Vertretern der beteiligten Gemeinden entscheidet über die Erfüllungsaufgaben. Vorsitzender des gemeinsamen Ausschusses ist der Bürgermeister (Stefan Neumann) der erfüllenden Gemeinde (Künzelsau). Die „vereinbarte Verwaltungsgemeinschaft“ ist nicht selbst rechtsfähig, da sie keine Körperschaft des öffentlichen Rechts und damit auch kein Gemeindeverband ist. Den Umfang der übertragenen Aufgaben der vereinbarten Verwaltungsgemeinschaft bestimmt § 61 der baden-württembergischen Gemeindeordnung.